# Peter Vallentyne
Peter Vallentyne, född den 25 mars 1952 i New Haven, Connecticut, USA, är en filosofiprofessor vid University of Missouri-Columbia. Hans inriktning är politisk filosofi och han har bland annat studerat begrepp såsom konsekventialism, kontraktualism, moraliska dilemman, självägande, frihet, ansvar och rättvisa.

## Allas lika rätt till naturresurser
Vallentyne menar att alla människor har samma rätt till naturresurser och därur följer enligt Vallentyne att samhället borde omorganiseras i grunden, så att denna grundläggande rättighet uppfylls. Den filosofi eller ideologi som han försvarar, och som utgår från idén om lika rätt till naturresurser, kallas för vänsterlibertarianism.